# Asterochiton aureus
Asterochiton aureus är en insektsart som beskrevs av William Miles Maskell 1879. Asterochiton aureus ingår i släktet Asterochiton och familjen mjöllöss. Inga underarter finns listade i Catalogue of Life.